# Prijutovo
Prijutovo (in baschiro Приют, Prijut) è una cittadina della Russia europea orientale, situata nella Repubblica autonoma della Baschiria; appartiene amministrativamente al rajon Belebeevskij.
Sorge nella parte sudoccidentale della Repubblica, lungo la linea ferroviaria che unisce Ufa e Samara.